# Gnaphosa pseashcho
Gnaphosa pseashcho är en spindelart som beskrevs av Ovtsharenko, Platnick och Song 1992. Gnaphosa pseashcho ingår i släktet Gnaphosa och familjen plattbuksspindlar. Inga underarter finns listade i Catalogue of Life.